# تراي نايتس
تراي نايتس (باليابانية: トライナイツ، بالروماجي: Torainaitsu) (بالإنجليزية: Try Knights)‏ هي سلسلة مانغا يابانية من تأليف شونساكو يانو ورسم تشيزوكا إيريساوا، وتصميم الشخصيات من قبل ريهيتو تاكاراي، نشرت من قبل ميديا فاكتوري، في مجلة Monthly Comic Gene، منذ 15 يونيو عام 2018، وتم تجمع فصول المانغا في 3 مجلدات تانكوبون.  اقتبست المانغا إلى أنمي تلفزيوني من إنتاج استوديو جونزو، عرض الأنمي منذ 30 يوليو عام 2019 واستمر عرضه حتى 15 أكتوبر 2019، وتكون من 12 حلقة.

## القصة
تدور أحداث القصة عن ريكو هاروما هو فتى يدخل المدرسة الثانوية بدون أي مستقبل أمامه. يرى مجموعة من الطلاب يلعبون الرغبي، وهي رياضة كان شغوفًا بها في السابق لكنه تخلى عنها بسبب جسده. يرى فتى اسمه أكيرا كاريا يلعب لعبة الرغبي، يقدم له ريكو نصيحة من دون تفكير. يشعر ريكو بشغفه لهذه اللعبة وحبه لها.

## الشخصيات
ريكو هاروما (باليابانية: 遥馬理久، بالروماجي: Haruma Riku)
مؤدي الصوت: شوغو ساكاموتو
أكيرا كاريا (باليابانية: 狩矢光، بالروماجي: Kariya Akira)
مؤدي الصوت: كين
تومومي هوريو (باليابانية: 宝立友未، بالروماجي: Hōryū Tomomi)
مؤدي الصوت: سيجي مايدا
بيرس فلينتاين شوتاني (باليابانية: 翔谷・ピアーズ・ヴァレンタイン، بالروماجي: Shō Tani piāzu vu~arentain)
مؤدي الصوت: شوتا موريشيما
سيتشيرو نادي (باليابانية: 灘誠一郎، بالروماجي: Nade Seiichirō)
مؤدي الصوت: يوشيكي ناكاجيما
توري فويوهارا (باليابانية: 冬原灯利، بالروماجي: Fuyuhara Tori)
مؤدي الصوت: تاكوما تيراشيما
سايا راندو (باليابانية: 蘭堂槍也، بالروماجي: Randō Sōya)
مؤدية الصوت: كوهي أماساكي
كيتا أوغوما (باليابانية: 小熊景太، بالروماجي: Oguma Keita)
مؤدي الصوت: هيدينوري تاكاهاشي
ريو أساميا (باليابانية: 朝宮怜皇، بالروماجي: Asamiya Reo)
مؤدي الصوت: تاكويا ساتو
يوكيا كاتاشيرو (باليابانية: 片城雪也، بالروماجي: Katashiro Yukiya)
مؤدي الصوت: واتارو أوراتا
أكيومي سوروغا (باليابانية: 駿河暁臣، بالروماجي: Suruga Akiomi)
مؤدي الصوت:تومويا فوكوي
رينتو أريمورا (باليابانية: 有村凛斗، بالروماجي: Arimura Rinto)
مؤدي الصوت: شون هوريي
شوغو تينكاوا (باليابانية: 天河将吾، بالروماجي: Tenkawa Shōgo)
مؤدي الصوت: هاروكي إيشيا

## وصلات خارجية
- موقع الأنمي الرسمي باللغة اليابانية
- تراي نايتس على موقع ANN manga (الإنجليزية)